# 科摩罗绣眼鸟
科摩罗绣眼鸟，是科摩罗大科摩罗岛卡尔塔拉火山的独有物种，属于绣眼鸟属。卡尔塔拉火山是一座活动频繁的活火山。人类的活动使科摩罗绣眼鸟遭受栖息地破坏。这两方面的原因使得科摩罗绣眼鸟的生存受到威胁。
科摩罗绣眼鸟大约13厘米长，上身为橄榄色，下身为黄绿两色，眼部有一圈白色。它以水果和昆虫为食。